# Portland Fire
Las Portland Fire fueron un equipo de la WNBA, la liga profesional de baloncesto femenino, fundado en 2000, y que llegaron a disputar únicamente tres temporadas, desapareciendo en 2002. Disputaban sus partidos en el Rose Garden Arena, con capacidad para 19.980 espectadores.

## Historia
En su corta historia de sólo tres temporadas, las Fire albergan algunas dudosas distinciones entre las franquicias de la WNBA. El propietario de los Portland Trail Blazers, Paul Allen, se encargó de la presidencia de un equipo liderado en la pista por Sophia Witherspoon y Sylvia Crawley.En su primera temporada, la 2000, acabaron con 10 victorias y 22 derrotas, no logrando alcanzar los playoffs.
Al año siguiente la historia fue similar, a pesar de contar en sus filas con la base novata Jackie Stiles, que acabaría ganando el galardón de Rookie del Año de la WNBA. En 2002 sufrió una grave lesión que le hizo perderse gran parte de la temporada. Las Fire, sin su estrella, acabaron con 16 victorias y 16 derrotas, sin alcanzar de nuevo los playoffs.
La temporada 2002 resultó ser el canto del cisne de las Portland Fire. A su conclusión, la WNBA vendió la propiedad de las franquicias que tenía como propias a los dueños de los equipos de la NBA de sus ciudades respectivas o a terceros. Problemas financieros del presidente Paul Allen hicieron que renunciara a adquirir el equipo en propiedad. Un grupo liderado por Clyde Drexler y Terry Emmert hizo una oferta por 3 millones de dólares, pero no se llegó a un acuerdo, y la franquicia finalmente desapareció. Con ello, las Fire se convirtieron en la única franquicia que ha pasado por la WNBA en no conseguir alcanzar nunca los playoffs, y junto con las Miami Sol, las de una trayectoria más corta.

## Jugadoras destacadas
- Tully Bevilaqua
- Monique Cardenas
- Sylvia Crawley
- Kristin Folkl
- Melody Johnson
- Vanessa Nygaard
- Jackie Stiles
- Stacey Thomas
- Michele Van Gorp
- DeMya Walker
- Sophia Witherspoon